# Rudolf Fleischmann
Rudolf Fleischmann (* 1. Mai 1903 in Erlangen; † 3. Februar 2002 ebenda) war ein deutscher Physiker.

## Leben und Werk
Rudolf Fleischmann wurde 1903 in Erlangen geboren. Er war der Sohn eines Erlanger Biologieprofessors und besuchte zwischen 1913 und 1922 das humanistische Gymnasium. Im Alter von 19 Jahren begann er ein Studium der Mathematik und Physik in München und Erlangen und legte 1926 und 1927 die Staatsprüfungen für das höhere Lehramt ab. Während seines Studiums engagierte er sich in der jugendbewegt-reformierten Verbindung Bergfried.
Statt des Schuldienstes begann Fleischmann nach seinem Studium eine akademische Karriere mit
einer Doktorarbeit am Institut von Professor Bernhard Gudden. Seine Dissertation im Bereich der Festkörperphysik befasste sich mit dem Photoeffekt in Halbleitern.
Nach seiner Promotion 1929 in Erlangen nahm er eine zweijährige Assistenzstelle bei Robert Wichard Pohl an der Universität Göttingen an. Darauf folgten zwei weitere Jahre als Assistent am Physikalischen Institut der Universität Heidelberg und später am Kaiser-Wilhelm-Institut für Medizinische Forschung, wo er sich 1938 habilitierte. Fleischmann war seit 1933 Mitglied der SA. 1937 trat er der NSDAP, dem NS-Lehrerbund und der Nationalsozialistischen Volkswohlfahrt (NSV) bei.
Im Jahre 1941 erhielt er einen Ruf als außerordentlicher Professor an die Reichsuniversität Straßburg. Dort baute er eine kernphysikalische Forschungsstätte auf. Am 11. und 12. Februar 1944 präsentierte er hier bei einer Kriegskonferenz des Vereins Deutscher Chemiker seine Forschungsergebnisse.
Das Kriegsende erlebte Fleischmann in Kriegsgefangenschaft in den Vereinigten Staaten, wo man sich für ihn als einen der führenden deutschen Forscher auf dem Gebiet der Kernphysik sehr interessierte.
Nach seiner Rückkehr nach Deutschland wurde Fleischmann im Jahre 1947 als ordentlicher Professor für Physik an die Universität Hamburg berufen. Dort blieb er bis 1953 und war u. a. Direktor des Physikalischen Staatsinstitutes.
1953 folgte er einem Ruf nach Erlangen, wo ihm der frei gewordene Lehrstuhl für Experimentalphysik angeboten wurde. Diesen Lehrstuhl behielt Fleischmann 16 Jahre, bis er 1969 emeritiert wurde. Neben seiner Lehrtätigkeit war er „Auswärtiges Wissenschaftliches Mitglied“ des Max-Planck-Institut für Kernphysik.
Fleischmann war ein international anerkannter Forscher auf dem Gebiet der Atom- und Kernphysik.
Er führte Untersuchungen über die durch langsame Neutronen ausgelöste Kerngammastrahlung durch. Weitere Arbeiten galten unter anderem der Erzeugung polarisierter Protonen (Deuteronen) und ihrer Anwendung bei Kernreaktionen.
Im April 1957 sprach er sich mit siebzehn Kernphysikern in Deutschland gegen die geplante Ausrüstung der Bundeswehr mit Atomwaffen aus (Göttinger Achtzehn).
Rudolf Fleischmann verstarb im Alter von 98 Jahren in Erlangen.

## Veröffentlichungen (Auswahl)
- Rudolf Fleischmann: Die Struktur des physikalischen Begriffssystems. In: Zeitschrift für Physik. Band 129, Nr. 4, 1951, S. 377–400, doi:10.1007/BF01379590.
- Rudolf Fleischmann: Physikalisches Begriffssystem und Dimensionen. In: Physikalische Blätter. Band 9, Nr. 7, 1953, S. 301–313, doi:10.1002/phbl.19530090702.